# فيروس الإنفلونزا أ H1N2
فيروس الإنفلونزا أ H1N2 هو أحد أنماط فيروس الإنفلونزا أ التابع لمجموعة أورثوميكسوفيريداي، والفيروس H1N2 وفيروس الإنفلونزا أ H1N1 وفيروس الإنفلونزا أ H3N2 هي الفيروسات الوحيدة من فيروس الإنفلونزا أ المعروفة بإصابة البشر بالعدوى. والفيروس H1N2 لا يختلف عن أنواع فيروسات الإنفلونزا الشائعة إلا إنه من غير الشائع أن يكون البروتين H1 وN2 على نفس الفيروس.
نتج الفيروس H1N2 من إعادة تشكيل كل من H1N1 وH3N2 بحيث أخذ جين الراصة الدموية (H) من H1N1 وجين النورواميديناز (N) من H3N2، ولهذا لا تختلف أعراض العدوى بفيروس H1N2 عن تلك التي يسببها كل من H1N1 وH3N2. لا يعرف المصدر الحقيقي لنشوء الفيروس، لكنه سبب انتشاراً محدوداً للعدوى في بعض مناطق الصين في الفترة ديسمبر 1988 ومارس 1989، ففي تلك الفترة انتشر الفيروس في 6 مدن صينية وتم تأكيد الفيروس عن طريق التعرف عليه في 19 عينة. وفي 6 فبراير 2002 أعلنت منظمة الصحة العالمية عن التعرف إلى فيروس H1N2 في المملكة المتحدة ومصر وإسرائيل، كما تعرف مراكز مكافحة الأمراض واتقائها على النمط الفيروسي H1N2 في عينات بشرية تم تجميعها خلال المواسم 2001-2002 و2002-2003. كما تم التعرف على الفيروس في موسم 2001-2002 في كندا والولايات المتحدة وأيرلندا ولاتفيا وفرنسا ورومانيا وعمان والهند وماليزيا وسنغافورة

## وصلات خارجية
- Questions and Answers About Influenza A(H1N2) Viruses